# TV Vera Cruz
TV Vera Cruz é uma emissora de televisão brasileira sediada em Parauapebas, cidade do estado do Pará. Opera no canal 17 UHF digital e é afiliada à Record. Sucedeu a TV Amazônia em 2009.